# Natation synchronisée aux Jeux olympiques de 2004, résultats détaillés
 (novembre 2016).
Si vous disposez d'ouvrages ou d'articles de référence ou si vous connaissez des sites web de qualité traitant du thème abordé ici, merci de compléter l'article en donnant les références utiles à sa vérifiabilité et en les liant à la section « Notes et références ».
Cette page présente les résultats masculins détaillés des épreuves de natation synchronisée aux Jeux olympiques d'été de 2004.

## Natation synchronisée

### Duo
| Rang | Pays       | Nageuses                                     | Score  |
| ---- | ---------- | -------------------------------------------- | ------ |
| 1    | Russie     | Anastasia Davydova et Anastasia Ermakova     | 99,334 |
| 2    | Japon      | Miya Tachibana et Miho Takeda                | 98,417 |
| 3    | États-Unis | Alison Bartosik et Anna Kozlova              | 96,918 |
| 4    | Espagne    | Gemma Mengual et Paola Tirados               | 96,251 |
| 5    | France     | Virginie Dedieu et Laure Thibaud             | 95,584 |
| 6    | Canada     | Fanny Létourneau et Courtenay Stewart        | 95,334 |
| 7    | Chine      | Beibei Gu et Xiaohuan Zhang                  | 93,668 |
| 8    | Italie     | Beatrice Spaziani et Lorena Zaffalon         | 93,250 |
| 9    | Grèce      | Eleftheria Ftouli et Christina Thalassinidou | 92,918 |
| 10   | Suisse     | Magdalena Brunner et Belinda Schmid          | 91,418 |

### Équipe
| Rang | Pays       | Nageues | Score  |
| ---- | ---------- | --- | ------ |
| 1    | Russie     | Elena Azarova, Olga Brusnikina, Anastasia Davydova, Anastasia Ermakova, Maria Gromova, Elvira Khasyanova, Maria Kiseleva, Olga Novokshchenova et Anna Shorina               | 99,501 |
| 2    | Japon      | Michiyo Fujimaru, Saho Harada, Naoko Kawashima, Kanako Kitao, Emiko Suzuki, Miya Tachibana, Miho Takeda, Juri Tatsumi et Yoko Yoneda                                        | 98,501 |
| 3    | États-Unis | Alison Bartosik, Tamara Crow, Erin Dobratz, Rebecca Jasontek, Anna Kozlova, Sara Lowe, Lauren McFall, Stephanie Nesbitt et Kendra Zanotto                                   | 97,418 |
| 4    | Espagne    | Raquel Corral, Andrea Fuentes, Tina Fuentes, Gemma Mengual, Ana Montero, Irina Rodriguez, Alicia Sanz, Ione Serrano et Paola Tirados                                        | 96,751 |
| 5    | Canada     | Nicole Cargill, Erin Chan, Jessica Chase, Jessika Dubuc, Marie-Pierre Gagne, Fanny Letourneau, Shayna Nackoney, Anouk Reniere-Lafreniere et Courtnay Stewart                | 95,251 |
| 6    | Chine      | Yu Chen, Beibei Gu, Xiaochu He, Yingli Hou, Ni Hu, Zhen Li, Na Wang, Man Wu et Xiaohuan Zhang                                                                               | 94,584 |
| 7    | Italie     | Monica Cirulli, Costanza Fiorentini, Joey Paccagnella, Elisa Plaisant, Sara Savoia, Beatrice Spaziani, Federica Stefanelli, Lorena Zaffalon et Laura Zanazza                | 94,084 |
| 8    | Grèce      | Aglaia Anastasiou, Maria Christodoulou, Eleftheria Ftouli, Eleni Georgiou, Effrosyni Gouda, Apostolia Ioannou, Evgenia Koutsoudi, Olga Pelekanou et Christina Thalassinidou | 92,750 |

## Autres épreuves
- Natation aux Jeux olympiques de 2004, résultats détaillés
- Plongeon aux Jeux olympiques de 2004, résultats détaillés
- Water-polo aux Jeux olympiques de 2004, résultats détaillés